# حالت نیلی (فیلم)
حالت نیلی (به انگلیسی: Mood Indigo) فیلمی فرانسوی محصول سال ۲۰۱۳ و به کارگردانی میشل گوندری است. در این فیلم بازیگرانی همچون رومن دوریس، اودره توتو، گاد الماله، عمر سی، آئیسا مائیگا، شارلوت لوبون، ناتاشا رنیه، فیلیپ تورتون، آلن شابات، زین‌الدین سوآلم، لوران لافیت ایفای نقش کرده‌اند.